# 紋別信用金庫
| 紋別信用金庫           | 紋別信用金庫                  |
| ---------------------- | ----------------------------- |
| 統一金融機関コード     | 1032                          |
| SWIFTコード            | なし                          |
| 理事長                 | 久慈 法夫                     |
| 店舗数                 | 14店 （2009年11月23日時点）   |
| 設立日                 | 1949年7月1日 （紋別信用組合） |
| 本店                   |                               |
| 所在地                 | 〒094-8706                    |
| 北海道紋別市幸町4-2-15 |                               |
| 外部リンク             | 紋別信用金庫                  |

紋別信用金庫（もんべつしんようきんこ）は、2009年11月まで存在した。北海道紋別市に本店を置いていた信用金庫。

## 概要
紋別市を中心とした西紋別地区1市3町1村を中心に営業活動を行っていた。その他、北見市と旭川市、名寄市にも店舗を設けていた。
北見市・網走市・遠軽町はそれぞれ地元に本店のある各信用金庫（北見信用金庫・網走信用金庫・遠軽信用金庫）を指定金融機関としているが、紋別市の指定金融機関には当金庫を指定していなかった（紋別市は北洋銀行が指定されている）。当金庫を指定していた自治体は滝上町・興部町・雄武町・西興部村がある。
遠軽町に本店のある遠軽信用金庫は紋別市に支店を置いているが、当金庫は遠軽町などの遠軽地区に支店を置いていなかった。また、湧別町も支店は未進出だった（いずれも営業エリアには含まれていた）。
2009年3月3日、当金庫が北見信用金庫と合併すると発表。北見信用金庫が存続金庫となり、同年11月24日付で北見信用金庫に合併され、約60年の歴史に幕を下ろした。

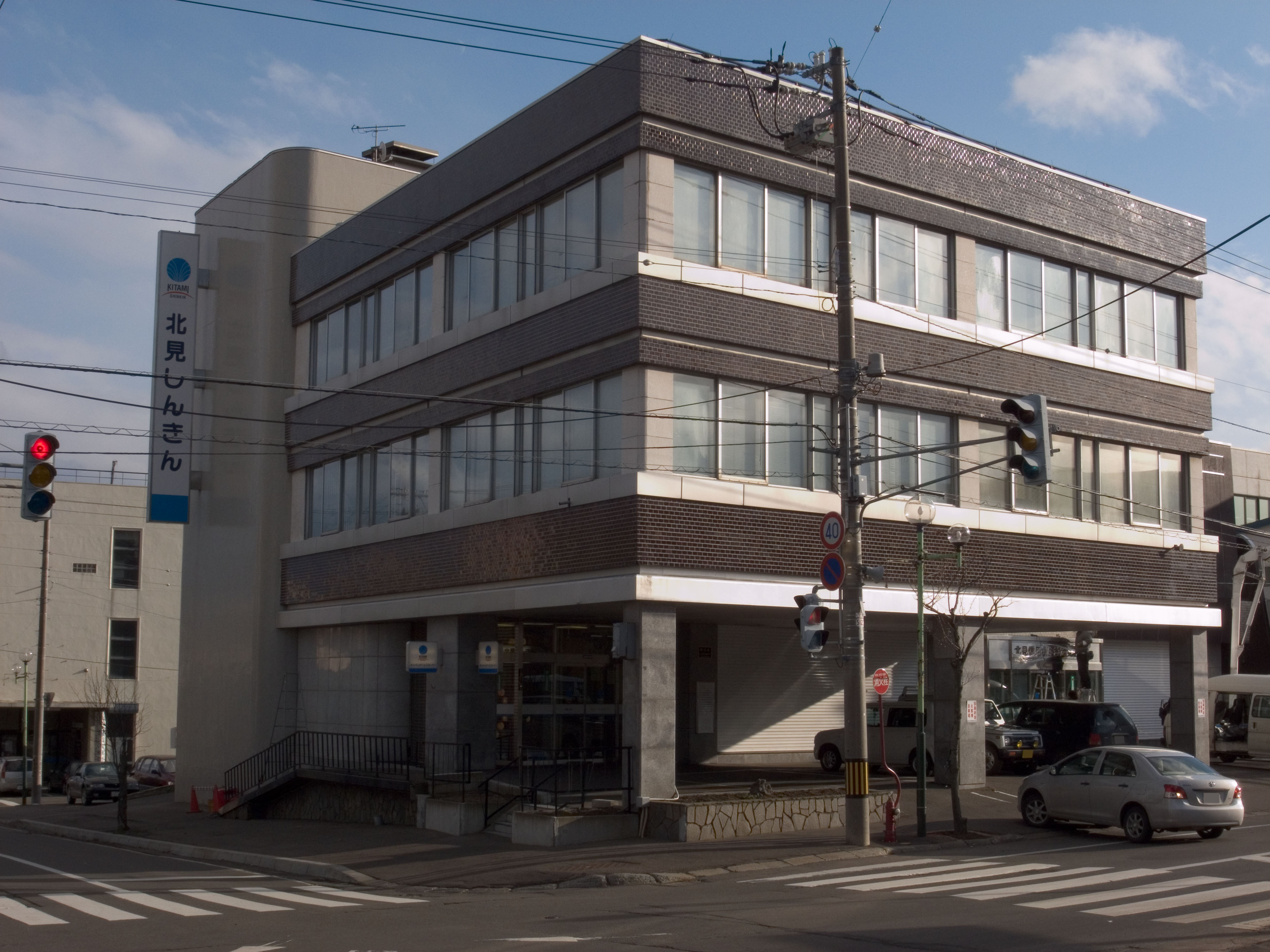
北見信用金庫紋別支店（2009年11月23日）

## 店舗網
合併後は全て北見信用金庫の店舗として引き継がれると同時に、4ヶ店（括弧内）については店舗名の改称が行われた。
紋別地区
- 紋別市 - 本店（→紋別支店）、南支店（→南が丘支店）、上渚滑支店、渚滑出張所
- 滝上町 - 滝上支店
- 興部町 - 興部支店
- 西興部村 - 西興部支店
- 雄武町 - 雄武支店

旭川地区
- 旭川市 - 旭川支店、四条支店
- 名寄市 - 名寄支店

北見地区
- 北見市 - 北見支店（→北支店）、大通り支店（→大通支店）、高栄支店

## 沿革
- 1949年7月1日 - 紋別信用組合として設立。
- 1951年12月 - 信用金庫法に基づく信用金庫に転換、紋別信用金庫に改組。
- 2009年3月3日 - 紋別信用金庫と北見信用金庫が合併すると発表。
- 2009年11月24日 - 北見信用金庫に合併され、解散。

## totoの払い戻し店
スポーツ振興くじ（toto）当選券の払い戻し店は、紋別市幸町4丁目の本店のみで取り扱う。